# Pawlogradka
Pawlogradka (russisch Павлогра́дка) ist eine Siedlung städtischen Typs in der Oblast Omsk in Russland mit 7582 Einwohnern (Stand 14. Oktober 2010).

## Geographie
Der Ort liegt knapp 90 km Luftlinie südlich des Oblastverwaltungszentrums Omsk im südlichen Teil des Westsibirischen Tieflands. Die Grenze zu Kasachstan ist gut 15 km entfernt.
Pawlogradka ist Verwaltungszentrum des Rajons Pawlogradski sowie ist Sitz und einzige Ortschaft der Stadtgemeinde Pawlogradskoje gorodskoje posselenije.

## Geschichte
Der Ort wurde 1898 als erstes Dorf auf dem Gebiet des heutigen Rajons gegründet. Der Ortsname ist vom Herkunftsgebiet der ersten Umsiedler aus dem Ujesd Pawlograd des Gouvernements Jekaterinoslaw, heute Ukraine, abgeleitet. Am 25. Mai 1925 wurde Pawlogradka Verwaltungssitz eines nach ihm benannten Rajons, seit 1984 besitzt es den Status einer Siedlung städtischen Typs.

## Bevölkerungsentwicklung
| Jahr | Einwohner |
| ---- | --------- |
| 1939 | 3119      |
| 1959 | 4797      |
| 1970 | 5567      |
| 1979 | 7129      |
| 1989 | 7997      |
| 2002 | 6223      |
| 2010 | 7582      |

Anmerkung: Volkszählungsdaten

## Verkehr
Am östlichen Rand von Pawlogradka vorbei führt die Regionalstraße 52K-3, die Omsk mit dem südlich benachbarten Rajonzentrum Russkaja Poljana verbindet. Die nächstgelegene Bahnstation ist gut 40 km nordöstlich Schatwa bei der Siedlung Nowouralski, an der „Mittelsibirischen Magistrale“ Omsk – Irtyschskaja – Karassuk – Srednesibirskaja (bei Barnaul).